# Dillon Radunz
Dillon Radunz (geboren am 28. März 1998 in Becker, Minnesota) ist ein US-amerikanischer American-Football-Spieler auf der Position des Offensive Tackles. Er spielt für die New Orleans Saints in der National Football League. Zuvor spielte er College Football für North Dakota State und wurde in der zweiten Runde im NFL Draft 2021 von den Tennessee Titans ausgewählt.

## Frühe Jahre
Radunz besuchte die Becker High School in Becker, Minnesota. Dort spielte er als Offensive Tackle und Defensive End. Er konnte in seiner Karriere 163 Tackles und 14 Sacks verbuchen. Radunz entschied sich, für die North Dakota State Bison der North Dakota State University College Football zu spielen.

## College
Radunz nahm 2016 in seinem ersten Jahr ein Redshirt, um ein Jahr länger die Spielberechtigung zu erhalten. In seiner ersten Saison verletzte er sich bereits im ersten Spiel nach 17 Snaps und musste die Saison verletzungsbedingt beenden. In seiner nächsten Saison startete er 15 Spiele und wurde in das Second-Team All-MVFC gewählt. 2019 spielte er in seinem Junior Jahr in allen 16 Spielen und erlaubte keinen einzigen Sack. Er wurde in das First-Team All-MVFC gewählt und als Consensus All-American ausgewählt. Vor seiner letzten Saison wurde er als All-American prognostiziert. Aufgrund der COVID-19-Pandemie wurde die Saison in das Frühjahr verschoben und North Dakota State spielte nur ein Spiel gegen Central Arkansas, welches er startete. Radunz nahm am Senior Bowl 2021 teil.

## NFL
Radunz wurde im NFL Draft 2021 mit dem 53. Pick von den Tennessee Titans ausgewählt. Am 13. Mai 2021 unterschrieb er einen Vierjahresvertrag.
In der Vorbereitung konnte er sich nicht als Starter auf Right Tackle empfehlen, weswegen er in Woche 1 inaktiv war. Erst in Woche 2 beim 33:30-Sieg gegen die Seattle Seahawks gab er sein NFL-Debüt, dort spielt er zwölf Snaps in den Special Teams. Da sich der etatmäßige Left Tackle Taylor Lewan während der Saison an der Schulter verletzte und dessen Ersatz Kendall Lamm an COVID-19 erkrankte, startete Radunz in Woche 16 beim 20:17-Sieg gegen die San Francisco 49ers sein erstes Spiel in der NFL. Dies war auch sein einziger Start in zwölf Spielen in der Saison 2021, in den restlichen fünf Spielen war er inaktiv gewesen. Er kam in vier Jahren in 54 Spielen für die Titans zum Einsatz, davon 31-mal als Starter. Im März 2025 unterschrieb er einen Einjahresvertrag bei den New Orleans Saints.